# Барнаульский вагоноремонтный завод
АО Барнау́льский вагоноремо́нтный заво́д (БВРЗ) — промышленное предприятие в Барнауле, осуществляющее ремонт и производство железнодорожных вагонов.

## История
Завод основан в 1917 году как Главные железнодорожные мастерские. В 1929 году завод преобразовывается в Барнаульский паровозоремонтный завод. В 1935 году получает название Барнаульский паровозоремонтный завод..
Во время Великой Отечественной войны завод, кроме ремонта вагонов, выпускал боеприпасы. На завод было эвакуировано оборудование литейных цехов из Москвы, Днепропетровска, Рославля.
В 2006 году на базе имущества Барнаульского вагоноремонтного завода — филиала ОАО «Российские железные дороги» создано Открытое акционерное общество «Барнаульский ВРЗ».
В ноябре 2011 года в соответствии с распоряжениями Правительства Российской Федерации от 18.01.2011 № 34-р и от 24.03.2011 № 495-р состоялся аукцион по продаже 100 % минус одна акция ОАО «Барнаульский ВРЗ». Победителем аукциона признано ЗАО «Новоуголь», предложившее за актив 1,25 млрд руб. при стартовой цене в 868,7 млн руб..

## Деятельность
Предприятие занимается капитальным ремонтом и производством полувагонов (модель 12-9780), хопперов (зерновозов моделей 19-9950 и 19-9567, минераловозов модели 19-9950-01) и платформ (модель 13-644). По данным СПАРК, выручка завода в 2010 году составила 1,515 млрд руб., чистый убыток — 159,5 млн руб..
В начале 2011 года появилась информация о массовом сокращении штата сотрудников, было уволено свыше 40 человек. Однако, руководство завода опровергла эту информацию.
В 2019 году завод произвел 2,8 тыс. вагонов. В 2019 году выручка предприятия составила 10,4 млрд руб., а его чистая прибыль — 1,3 млрд руб. В 2020 году выручка снизилась до 5 млрд руб., а чистая прибыль — до 293 млн руб.
В августе 2021 стало известно, что АО «Барнаульский ВРЗ» подписало контракт с АО «Государственная транспортная лизинговая компания» (ГТЛК) на производство 500 вагонов-хопперов для перевозки зерна модели 19-9567. Поставка вагонов запланирована на период с августа по декабрь 2021 года.
В ноябре 2021 года был получен сертификат «Регистра сертификации на федеральном железнодорожном транспорте» (ФБУ «РС ФЖТ») на право производства полувагонов модели 12-9780.

## Знаменитые люди, связанные с заводом
Павлов, Виталий Григорьевич (1914-2005) - советский дипломат и разведчик, в 1930-1933 гг. работал слесарем.